# Stephanie Beacham
Stephanie Michel Beacham (Barnet, 28 febbraio 1947) è un'attrice inglese.
È nota principalmente per il personaggio di Sabella "Sable" Scott Colby, nella soap opera Dynasty (dal 1985 al 1989) e nel suo spin off I Colby (dal 1985 al 1987). Ha poi interpretato la protagonista del telefilm Sister Kate (1989-1990) che le ha valso la candidatura al Golden Globe come miglior attrice.

## Biografia
È una dei quattro figli di Joan, una casalinga e di un professionista; subito dopo la nascita le fu diagnosticata la completa sordità dall'orecchio destro, conseguenza della varicella che la madre contrasse in gravidanza, l'altro orecchio invece ha una capacità uditiva ridotta al 75%.
Prima di diventare attrice, insegnò danza ai sordomuti, e in seguito lavorò come modella. Terminato il collegio, andò in Francia a studiare mimica con Étienne Decroux, prima di frequentare la Royal Academy of Dramatic Art di Londra.
L'attrice si è sposata nel 1973 con il collega John McEnery, da cui ha divorziato nel 1977, e ha due figlie.

## Carriera
Attrice televisiva e cinematografica, fece il suo esordio nel 1967, anche se per acquistare una certa fama dovette aspettare il suo primo film nel 1970, I formidabili con Ryan O'Neal. Da lì in poi continuò a recitare in film di vario genere facendosi apprezzare in Improvvisamente, un uomo nella notte (1971) con Marlon Brando.
Negli anni '80 la Beacham riuscì a raggiungere la fama mondiale grazie al ruolo di Sable Colby interpretato inizialmente nel serial I Colby (1985-1987). Quando il serial chiuse i battenti per il basso ascolto, la Beacham trasferì il personaggio di Sable nella serie madre Dynasty, dove era già apparsa in veste di guest star in diversi episodi dal 1985. Ricoprì il ruolo fino alla chiusura della soap avvenuta nel 1989.
Dopo Dynasty, riuscì a continuare con successo l'attività di attrice. Nel 1989 interpretò il film In campeggio a Beverly Hills, mentre dal 1989 al 1990 fu la protagonista della sitcom Sister Kate che le fece guadagnare la candidatura al Golden Globe come migliore attrice comica.
Per tutti gli anni novanta e 2000 fu protagonista di numerose stagioni di fortunate serie Tv come SeaQuest - Odissea negli abissi (1993-1994), in cui era la dottoressa Kristin. In Beverly Hills 90210 (1991-1994), era Iris e in Bad Girls (2003-2006), era Philydia. Numerose le sue partecipazioni a note serie Tv come Streghe (2000) e Beautiful (2004). Ha recitato anche nei film La fidanzata ideale (2000), Amore e altri disastri (2006) con Brittany Murphy. Il suo ultimo film è stato l'horror Plot 7 (2007) con Gabrielle Carteris e John McCook.
Nel 2009 è entrata a far parte del cast della celebre soap opera americana Coronation Street.
Nel 2010 torna alla ribalta partecipando al Celebrity Big Brother, la versione vip del Grande Fratello inglese. Dopo 27 giorni di permanenza nella casa, si è classificata al quinto posto.

## Filmografia

### Cinema
- I formidabili (The Games), regia di Michael Winner (1970)
- Sapore di donna (The Ballad of Tam Lin), regia di Roddy McDowall (1970)
- Improvvisamente, un uomo nella notte (The Nightcomers), regia di Michael Winner (1971)
- The Aries Computer (1972)
- 1972: Dracula colpisce ancora! (Dracula A.D. 1972), regia di Alan Gibson (1972)
- Si può essere più bastardi dell'ispettore Cliff?, regia di Massimo Dallamano (1973)
- La maledizione (...And Now the Screaming Starts!), regia di Roy Ward Baker (1973)
- La casa del peccato mortale (House of Mortal Sin), regia di Pete Walker (1976)
- La terza mano (Schizo), regia di Pete Walker (1976)
- Inseminoid - Un tempo nel futuro (Inseminoid), regia di Norman J. Warren (1981)
- In campeggio a Beverly Hills (Troop Beverly Hills), regia di Jeff Kanew (1989)
- La strega di Willoughby Chase (The Wolves of Willoughby Chase), regia di Stuart Orme (1989)
- Eine Frau namens Harry, regia di Cyril Frankel (1990)
- In fuga a Las Vegas (Wedding Bell Blues), regia di Dana Lustig (1996)
- La fidanzata ideale (Relative Values), regia di Eric Style (2000)
- Insieme per caso (Unconditional Love), regia di P.J. Hogan (2002)
- Sai tenere una bugia?  (Would I Lie to You?) (2002) Uscito direttamente in home video
- Seven Days of Grace, regia di Don E. FauntLeRoy (2006)
- Amore e altri disastri (Love and Other Disasters), regia di Alek Keshishian (2006)
- The Witches Hammer, regia di James Eaves (2006)
- Plot 7, regia di Farnaz (2007)
- Nessie, regia di Robbie Moffat (2023)

### Televisione
- The Queen's Traitor – serie TV (1967)
- ITV Playhouse – serie TV, episodio "Bon Voyage" (1968)
- Il Santo (The Saint) – serie TV, episodio 6x04 (1968)
- The Jazz Age – serie TV, un episodio (1968)
- Armchair Theatre – serie TV, un episodio (1969)
- Investigatore offresi (Public Eye) – serie TV, episodio 4x04 (1969)
- The Distracted Preacher – film TV (1969)
- Callan – serie TV, episodio 3x07 (1970)
- Sentimental Education – serie TV, episodio "The Philanderer" (1970)
- UFO – serie TV, episodio 1x17 (1970)
- Jason King – serie TV, episodio 1x23 (1972)
- ITV Sunday Night Theatre – serie TV, 2 episodi (1972)
- Man at the Top – serie TV, episodi "The Foreman's Job at Last" e "The Knackers Yard" (1972)
- L'avventuriero (The Adventurer) – serie TV, episodio 1x24 (1973)
- Gli invincibili (The Protectors) – serie TV, episodio 1x23 (1973)
- Special Branch – serie TV, episodio 3x09 (1973)
- Jane Eyre – miniserie TV (1973)
- Ego Hugo – film TV (1973)
- Napoleone e le donne (Napoleon and Love) – serie TV, episodio 1x05 (1974)
- Marked Personal – serie TV, 62 episodi (1973-1974)
- Whodunnit? – game show, un episodio (1975)
- Prometheus: The Life of Balzac – miniserie TV (1975)
- Hadleigh – serie TV, episodio 4x07 (1976)
- Forget Me Not – serie TV, un episodio (1976)
- Rainbow – serie TV, episodio 1x26 (1978) - voce
- I vecchi e i giovani, regia di Marco Leto – miniserie TV, 4 puntate (1979)
- Tenko – serie TV, 19 episodi (1981-1982)
- Sorrell and Son – miniserie TV, un episodio (1984)
- L'ora del mistero (Hammer House of Mystery and Suspense) – serie TV, episodio 1x04 (1984)
- Connie – serie TV, 13 episodi (1985)
- I Colby (The Colbys) – serie TV, 49 episodi (1985-1987)
- Dynasty – serie TV, 23 episodi (1985-1989)
- Love Boat (The Love Boat) – serie TV, episodio 10x01 (1986)
- Napoleone e Giuseppina (Napoleon and Josephine: A Love Story), regia di Richard T. Heffron – miniserie TV, 3 puntate (1987)
- French and Saunders – serie TV, episodio 2x05 (1988)
- Sister Kate (Sister Kate) – serie TV, 19 episodi (1989-1990)
- The Lilac Bus – film TV (1990)
- Cluedo – serie TV, 6 episodi (1990)
- Lucky Chances, regia di Buzz Kulik – miniserie TV (1990)
- Il segreto (Secrets), regia di Peter H. Hunt – film TV (1992)
- La passione del potere (To Be the Best), regia di Tony Wharmby – miniserie TV (1992)
- Star Trek: The Next Generation (Star Trek: The Next Generation) – serie TV, episodio 6x12 (1993)
- Affari di cuore (Foreign Affairs) – film TV (1993)
- Riders – film TV (1993)
- Blossom - Le avventure di una teenager (Blossom) – serie TV, episodio 3x25 (1993)
- La legge di Burke (Burke's Law) – serie TV, episodio 1x12 (1994)
- SeaQuest - Odissea negli abissi (SeaQuest DSV) – serie TV, 23 episodi (1993-1994)
- Sfilata per due (A Change of Place) – film TV (1994)
- Beverly Hills 90210 (Beverly Hills, 90210) – serie TV, 8 episodi (1991-1994)
- Legend – serie TV, episodio 1x01 (1995)
- High Society – serie TV, episodio 1x08 (1995)
- No Bananas – miniserie TV, 10 puntate (1996)
- Streghe (Charmed) – serie TV, episodio 2x11 (2000)
- Having It Off  – serie TV, un episodio (2002)
- New Tricks - Nuove tracce per vecchie volpi (New Tricks) – serie TV, episodio 3x05 (2006)
- Dynasty Reunion: Catfights & Caviar – film TV (2006) – scene di repertorio
- Bad Girls – serie TV, 40 episodi (2003-2006)
- Free Agents – serie TV, episodio 1x06 (2009)
- Coronation Street – soap opera, 27 puntate (2009-2022)
- Material Girl – serie TV, episodio 1x06 (2010)
- Casualty – serie TV, episodio 24x31 (2010)
- Mount Pleasant – serie TV, 3 episodi (2012)
- Trollied – serie TV, 8 episodi (2012)
- Delitti in Paradiso (Death in Paradise) – serie TV, episodio 2x01 (2013)
- I misteri di Whitstable Pearl (Whitstable Pearl) – serie TV, episodio 2x04 (2022)

## Doppiatrici italiane
- Fiorella Betti in Improvvisamente un uomo nella notte
- Claudia Giannotti in 1972: Dracula colpisce ancora!
- Vittoria Febbi in Si può essere più bastardi dell'ispettore Cliff?
- Maria Pia Di Meo in I Colby, Dynasty
- Daniela Nobili in Sister Kate
- Ludovica Modugno in Beverly Hills, 90210
- Lorenza Biella in Streghe

## Premi

### Golden Globe
Nomination:
- Miglior attrice in una serie comica, per Sister Kate (1990)

### Soap Opera Digest Awards
Nomination:
- Miglior cattiva in una soap-opera, per I Colby (1986)
- Miglior cattiva in una soap-opera, per I Colby (1988)
- Miglior attrice protagonista in una soap-opera, per Dynasty (1990)